# Massive Vergeltung

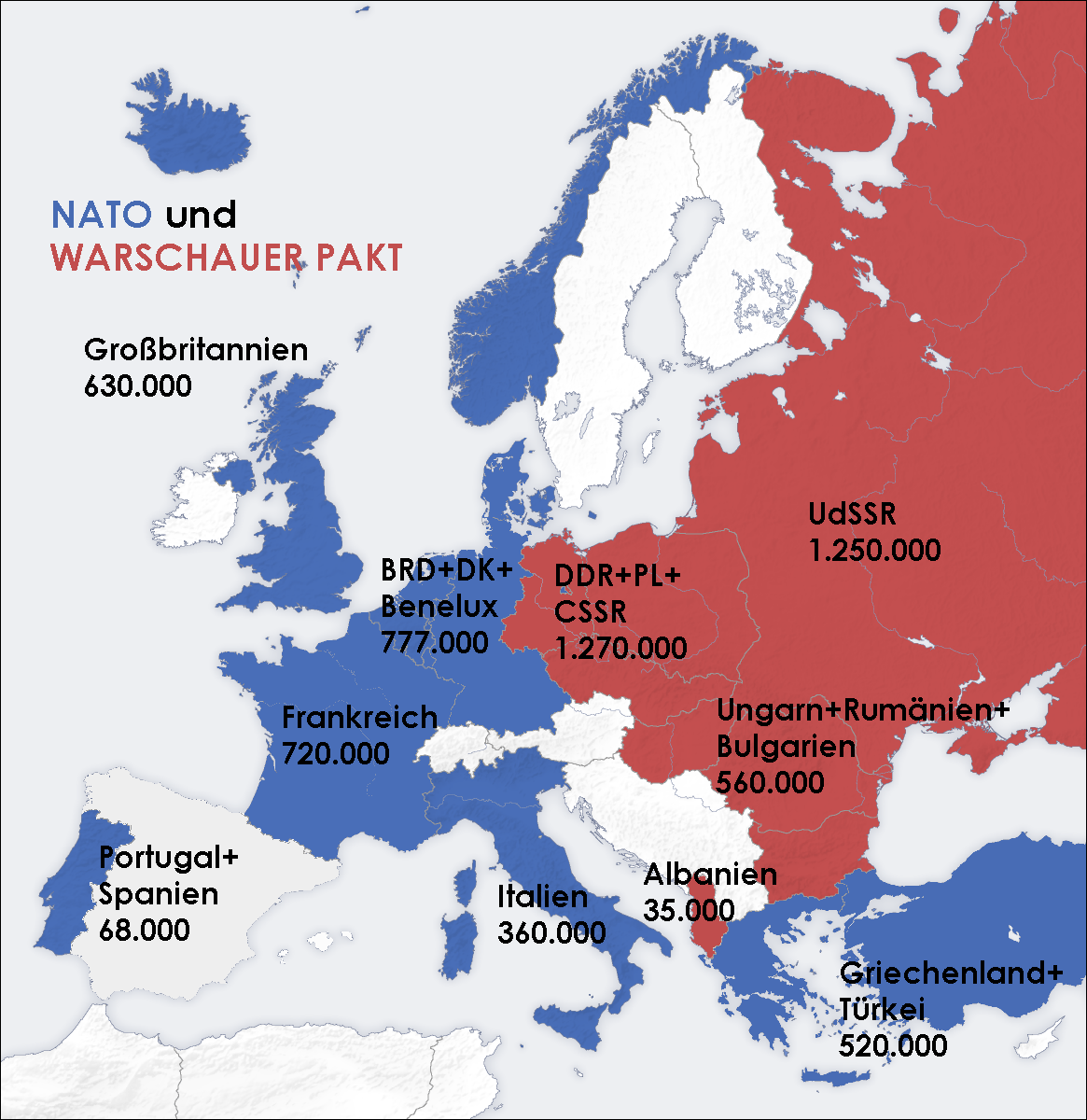
Truppenstärke der NATO-Mitgliedstaaten mit Kontingenten aus den Vereinigten Staaten und Kanada und der Staaten des Warschauer Paktes in Europa 1959

Mit Massive Vergeltung (englisch massive retaliation) wurde eine Nuklearstrategie der NATO bezeichnet. Ihr Konzept war, jeden feindlichen Angriff auf NATO-Staaten in Europa, ob mit Kernwaffen oder nur mit konventionellen Streitkräften, mit einem vernichtenden nuklearen Gegenschlag zu beantworten.
Erstmals wurde der Inhalt der „Massiven Vergeltung“ von US-Außenminister John Foster Dulles bei seiner Rede vor dem Council of Foreign Relations am 12. Januar 1954 erwähnt. Dort teilte er mit, dass die USA die Entscheidung getroffen hätten, jede Aggression durch eine „great capacity to retaliate instantly by means and places of our own choosing“ zu begegnen. Das Ziel sei, die Friedfertigkeit der Sowjetunion zu erzwingen. Dennoch sollte diese Strategie erst am 23. Mai 1957 angesichts der damaligen zahlenmäßigen Überlegenheit der Sowjetunion an konventionellen Streitkräften in Kontinentaleuropa einerseits und der gleichzeitigen amerikanischen Überlegenheit an strategischen Atomwaffen andererseits vom Militärausschuss der NATO verabschiedet werden. Sie wurde im Overall Strategic Concept for the Defense of the North Atlantic Treaty Organisation (MC 14/2) festgelegt. Die Streitkräfteplanung und deren Verringerung sowie Modernisierung in Europa wurde ebenfalls am 23. Mai 1957 in den Measures to Implement the Strategic Concept (MC 48/2)) verabschiedet. Die neue Strategie der massiven Vergeltung löste die bis dahin geltende Vorneverteidigung (engl. forward strategy) ab (Strategische Richtlinien MC 14/1), die seit dem 3. Dezember 1952 gegolten hatte. „Vorneverteidigung“ hieß das Konzept, einem Angriff der Sowjetunion auf das Bündnisgebiet in Europa mit konventionellen Streitkräften so weit östlich wie möglich zu begegnen. In diesem Konzept hatte eine neu zu gründende Bundeswehr mit einer Truppenstärke von 500.000 Mann eine wichtige Rolle gespielt.
In Frankreich weckte diese Strategie und der mit ihr verbundene Abzug amerikanischer Truppen aus Europa die Befürchtung, dass die USA nur daran interessiert seien, dort ihre konventionellen Truppen zu reduzieren, und dass sie darauf hofften, dies umso eher tun zu können, je schneller der EVG-Vertrag ratifiziert wäre. Die USA hätten dann ersatzhalber nur noch einen „nuklearen Schild“ bereitgestellt.
Die Konzeption der „Massiven Vergeltung“ beruhte auf zwei Annahmen: 1.) Ein Krieg zwischen den USA und der UdSSR könne entweder in Folge eines Missverständnisses oder der Ausweitung eines lokalen Konfliktes entstehen. 2.) Die US-amerikanische Administration war überzeugt, dass der Gegner überraschend und wahrscheinlich mit nuklearer Unterstützung angreifen werde. Auch im Falle fehlender nuklearer Unterstützung war die Regierung in Washington überzeugt, einen konventionell geführten Krieg nur mit Einsatz aller verfügbaren Kernwaffen gewinnen zu können. Diese Form der Reaktion sollte begrenzte Kriege sowie konventionelle Abnutzungsschlachten, wie beispielsweise in Korea, von vornherein vermeiden.  Ebenso wurde von der Überlegung ausgegangen, dass das amerikanische Potential an strategischen Nuklearwaffen überlegen und unverwundbar sei, und daher ein atomarer Gegenschlag durch die USA immer möglich wäre. Nachdem die Sowjetunion einen annähernden Gleichstand an strategischen Nuklearwaffen erreicht hatte, änderte die NATO ihre Strategie. Das nukleare Risiko für die USA sollte nun verringert werden. 1967/68 wurde die Strategie der massiven Vergeltung durch die Flexible Response abgelöst.
Die Strategie der „massiven Vergeltung“ wird in der Geschichtswissenschaft auch als Reaktion auf die hohen Verluste amerikanischer Truppen in den konventionell geführten Kämpfen des Korea-Kriegs gesehen.
Das Konzept der Vergeltungsdrohung heißt heute „konfliktverhütende Abschreckung“.